# Симеон Пешов
Симеон Пешов е български предприемач и президент на „Главболгарстрой“ от 1990 г. до смъртта си през 2020 година.

## Биография
Роден е през 1941 година в с. Белчин, Самоковско. Завършва Инженерно-строителния институт в София и специализира в Академията на науките в Москва. Начело на строително-инвестиционния холдинг „Главболгарстрой“ от 1990 г. След приватизацията на дружеството през 1996 г. постепенно се утвърждава и като един от големите акционери. Съпруга му е Бисерка Пешова. Има двама синове и дъщеря – Камен, Калин и Анна.
Пешов умира на 16 септември 2020 година.

## Инициативи
Симеон Пешов е председател на Фондация Възраждане на Белчин, която участва в изграждането на комплекса Цари Мали град на хълма „Св. Спас“ над с. Белчин.

## Отличия
- Орден „Стара планина“ – първа степен[5]
- Строител на годината[6]
- Награда на Атанас Буров[7]
- Наградата „Златен Перперикон“[8]
- Почетен председател на Камарата на строителите в България